# Eupithecia lissopis
Eupithecia lissopis là một loài bướm đêm trong họ Geometridae.